# Chaoyang (sockenhuvudort i Kina, Hunan Sheng, lat 29,34, long 111,03)
Chaoyang (kinesiska: Chaoyang Xiang, 朝阳乡) är en sockenhuvudort i Kina. Den ligger i provinsen Hunan, i den södra delen av landet, omkring 230 kilometer nordväst om provinshuvudstaden Changsha. Antalet invånare är 8 212. Befolkningen består av 3 972 kvinnor och 4 240 män. Barn under 15 år utgör 14,0 %, vuxna 15-64 år 73 %, och äldre över 65 år 12,0 %.
Runt Chaoyang är det ganska tätbefolkat, med 192 invånare per kvadratkilometer. Närmaste större samhälle är Yanbodu, 7,5 km nordväst om Chaoyang. I omgivningarna runt Chaoyang växer huvudsakligen savannskog.
Genomsnittlig årsnederbörd är 1 751 millimeter. Den regnigaste månaden är maj, med i genomsnitt 282 mm nederbörd, och den torraste är december, med 30 mm nederbörd.